# TECTA
TECTA‏ (Tectorin alpha) هوَ بروتين يُشَفر بواسطة جين TECTA في الإنسان.